# 废票
投票过程中，废票是投票人投出后，被投票统计部门认定无效，因而不算入结果的票纸。废票可以由故意或无意的原因产生。原因包括：
- 没有填完，例如空白票[1]；
- 不按投票规定填写[1][2]；
- 投票人未正确理解填写方式[3]；
- 过度填写，例如规定只能选一个选项，投票人却选了两个及以上选项，或者选举禁止同时支持对立派[2]；
- 内容不清，无法辨认投票人的选项；
- 票纸残损，特别是在机器計票的投票中；
- 填入其他额外内容，例如在不记名投票中写上投票人名字；
- 投票流程设计不合理或出现差错[4]；
- 投票者本身不符合投票資格。

选票设计的宗旨之一是减少废票，较简单、易懂的选票设计较能减少废票。但同时，在投票作弊可能性较高的地方，也需要保护票纸不被他人故意作废。
投票人本人也可能故意投出废票，例如出于对所有选项不满的原因，或抗议整个投票机制（例如强制投票），或对投票议题没有意见、不感兴趣等。
各国的各种投票规则中一般会规定认定废票的规则，有些情况下（例如在投放票纸时发现票纸残损时）会将尚未投出的废票作废，补发给投票人一张新的票纸，但一般情况下投出废票的投票人的票就此作废，结果统计的总数即因此减少一票。如果同一张选票有就不同议题的选择（例如大选选票和全民公决投票同时进行时）可能发生部分有效的半废票。